# Yu Hu
Yu Hu är en sjö i Kina. Den ligger i provinsen Hubei, i den centrala delen av landet, omkring 220 kilometer väster om provinshuvudstaden Wuhan. Yu Hu ligger 32 meter över havet. Arean är 7,1 kvadratkilometer. Trakten runt Yu Hu består till största delen av jordbruksmark. Den sträcker sig 5,6 kilometer i nord-sydlig riktning, och 3,4 kilometer i öst-västlig riktning.
Genomsnittlig årsnederbörd är 1 247 millimeter. Den regnigaste månaden är maj, med i genomsnitt 183 mm nederbörd, och den torraste är december, med 19 mm nederbörd.